# Padstow
Padstow (Limba cornică: Lannwedhenek) este un oraș în comitatul Cornwall, regiunea South West, Anglia. Orașul aparține districtului North Cornwall. 